# 나요시촌
나요시촌(名好村)은 일본의 영유 하의 사할린섬에 존재한 촌(지정 정촌).
해당 지역의 영유권에 관한 상세는 사할린섬의 항목을 참조.

## 역사
- 1915년(다이쇼 4년)
  - 6월 26일 - 〈가바후토의 군정촌 편제에 관한 건〉(다이쇼 4년 칙령 제101호)의 시행에 따라 나요시촌, 야스베쓰촌이 행정 구역으로 발족. 나요시군에 소속되고 도마리오루 지청 나요시 출장소가 관할.
- 1922년(다이쇼 10년) 10월 - 우쇼로 지청의 관할이 된다.
- 1923년(다이쇼 12년)
  - 4월 1일 - 야스베쓰촌이 나요시촌에 합병.
  - 12월 - 우쇼로 지청이 폐지되고 도마리오루 지청의 출장소로 된다.
- 1929년(쇼와 4년) 7월 1일 - 가라후토 정촌제의 시행으로 이급 정촌으로 된다.
- 1941년(쇼와 16년) 4월 1일 - 일부 구역에 나요시정(일급 정촌) 나머지에 니시사쿠탄촌(이급 정촌)이 발족. 같은 날 나요시촌 폐지.